# Симбирск (гекбот, 1729)
«Симбирск» или «Ставрополь» — гекбот Каспийской флотилии Российской империи, один из гекботов типа «Астрахань».

## Описание судна
Парусный трёхмачтовый гекбот с деревянным корпусом, один из 5 гекботов типа «Астрахань», строившийся в Казани в 1729 году. Длина судна составляла 25,9—25,91 метра, ширина 7,3—7,32 метра, а осадка 3,66—3,7 метра.
Второй из двух гекботов Каспийской флотилии, носивших это наименование, первый одноименный гекбот был построен в 1723 году.

## История службы
Гекбот «Симбирск» был заложен на стапеле Казанского адмиралтейства и после спуска на воду в 1729 году вошёл в состав Каспийской флотилии России.
В кампанию 1733 года совершал плавания в Каспийском море под командованием мичмана Афанасия Арцыбашева. 21 декабря 1733 (1 января 1734) года попал в сильный шторм и был выброшен на берег в районе Дербента.
В связи с кораблекрушением командир судна Афанасий Арцыбашев был в том же году отдан под суд и, спустя два с половиной гола разбирательств, 11 (22) мая 1736 года в связи с внесением неверных данных об обстоятельствах гибели гекбота в журналы был разжалован в гардемарины сроком на один год.